# 昆嵩南鰍
昆嵩南鰍（學名：Schistura kontumensis）為輻鰭魚綱鯉形目條鰍科南鰍屬的其中一種。被IUCN列為易危保育類動物，分布於亞洲越南Sesan河流域，體長可達5.5公分，棲息在河川底層水域，生活習性不明。

## 扩展阅读
維基物種上的相關：昆嵩南鰍